# Lebane
Lebane (cirill betűkkel Лебане) városa az azonos nevű község székhelye Szerbiában, a Jablanicai körzetben.

## Népesség
- 1948-ban 1 975 lakosa volt.
- 1953-ban 2 103 lakosa volt.
- 1961-ben 2 617 lakosa volt.
- 1971-ben 5 889 lakosa volt.
- 1981-ben 7 966 lakosa volt.
- 1991-ben 9 528 lakosa volt
- 2002-ben 10 004 lakosa volt, melyből 9 241 szerb (92,37%), 617 cigány (6,16%), 17 montenegrói, 15 macedón, 4 jugoszláv, 3 bolgár, 3 horvát, 2 szlovén, 1 albán, 1 magyar, 1 ruszin, 16 ismeretlen.

## A községhez tartozó települések
- Bačevina,
- Bošnjace,
- Buvce,
- Veliko Vojlovce,
- Geglja,
- Goli Rid,
- Gornje Vranovce,
- Grgurovce,
- Donje Vranovce,
- Drvodelj,
- Ždeglovo,
- Klajić,
- Konjino,
- Krivača,
- Lalinovac,
- Lipovica,
- Lugare (Lebane),
- Malo Vojlovce,
- Nova Topola,
- Novo Selo (Lebane)
- Pertate,
- Petrovac (Lebane),
- Popovce (Lebane),
- Poroštica,
- Prekopčelica,
- Radevce,
- Radinovac (Lebane),
- Rafuna,
- Svinjarica,
- Sekicol,
- Slišane,
- Togočevce,
- Ćenovac,
- Cekavica,
- Šarce,
- Šilovo,
- Štulac (Lebane),
- Šumane (Lebane)